# سونيا هيغمان
سونيا هيغمان (بالنرويجية البوكمول: Sonja Hagemann)‏ هي ناقدة أدبية نرويجية، ولدت في 6 سبتمبر 1898 في أوسلو في النرويج، وتوفيت في 17 أكتوبر 1983.